# Олдрич, Линн
Линн Олдрич (род. 1944) — американский скульптор, чьи разнообразные работы опираются на широкий спектр высоко- и низкокультурных влияний и материалов.
Ее работы могут варьироваться от того, что авторы описывают как «лукаво минималистские размышления» о цвете, свете и пространстве до причудливого «Поп-арта Home Depot», который показывает и критикует излишества - визуальные, формальные и материальные - безудержного потребления.
Критики Лиа Оллман и Клодин Исе из Los Angeles Times описывали искусство Линн Олдрич как «потребительский поворот к традиции ассамбляжа» и «остроумный и изобретательный бренд кухонного концептуализма». Критик LA Weekly Дуг Харви называет ее «одним из самых непризнанных скульпторов в Лос-Анджелесе», отличительными чертами которого являются поэтическая трансформация найденных/приобретенных материалов, изобретательность и неугомонный эклектизм.
Работы Линн Олдрич выставлялись в музее современного искусства Лос-Анджелеса, музее искусств округа Лос-Анджелес, музее Хаммера, музее искусств Санта-Моники, а также на выставках по всей территории США и Европы. Л. Олдрич была отмечена стипендией Гуггенхайма (2014) и приобретением публичных коллекций произведений искусства Музеем современного искусства Лос-Анджелеса, Музеем искусств округа Лос-Анджелес и Портлендским художественным музеем.

## Биография
Линн Олдрич родилась в Брайане, штат Техас, в семье военного, которая периодически переезжала по США. Ее отец был ветеринарным патологом в Институте патологии вооруженных сил и Национальном зоопарке (Вашингтон, округ Колумбия), и наука оказала влияние на ее раннее мышление и интересы, а позже и на художественную практику. Сначала Л. Олдрич изучала биологию в Университете Стетсона, а летом во время учебы работала ассистентом вирусологической лаборатории в Smith, Kline & French Laboratories (Филадельфия). Перейдя на факультет английской литературы, она окончила Университет Северной Каролины в Чапел-Хилле (в качестве бакалавра, в 1966 году), где встретила будущего мужа, Майкла Олдрича. Решив переехать на Запад, они поселились в Глендейле, Калифорния, в 1970 году, где вырастили трех сыновей, Джека, Мэтью и Дэниела.
Всегда интересовавшаяся изобразительным искусством, Л. Олдрич посещала занятия по живописи и рисунку в Общественном колледже Глендейла, затем изучала искусство в Калифорнийском государственном университете в Нортридже (бакалавра, 1984 год) у художника Марвина Хардена и в Колледже дизайна Арт-центра (магистр искусств, 1986 год) у художников Джереми Гилберта-Ролфа и Стивена Прины. В аспирантуре она разработала стратегию работы, в которой особое внимание уделялось материалам, поэтическим аллюзиям, трехмерности, изменениям масштаба и редуктивной простоте, а не фирменному стилю; на нее повлияли теоретик Пол Вирилио, художник/писатель Роберт Смитсон, минималисты Дональд Джадд и Энн Труитт, калифорнийцы Роберт Ирвин и Эд Руша.
Линн Олдрич широко выставлялась в течение первого десятилетия, получив известность благодаря персональным выставкам в Krygier/Landau, Sue Spaid Fine Art и Sandroni Rey (Калифорния), Музее искусств Санта-Моники, Cristinerose Gallery (Нью-Йорк) и Art Affairs Gallery (Амстердам), а также групповым выставкам в таких местах, как  музей современного искусства Лос-Анджелеса, муниципальная художественная галерея Лос-Анджелеса, институт искусств Сан-Франциско, художественная галерея в Нью-Йорке и портлендский институт современного искусства.
В более поздний период карьеры Линн Олдрич персональные выставки ее работ проводили, в частности, Carl Berg Gallery, Ben Maltz Gallery, Edward Cella Art+Architecture, DENK Gallery (все - Лос-Анджелес) и Jenkins Johnson Gallery (Нью-Йорк); среди ее совместных выставок - выставки в музее искусств округа Лос-Анджелес, центр  дизайна тихоокеанского региона музея современного искусства Лос-Анджелеса, музее Хаммера, музее искусств Сан-Хосе, галерее Паулы Купер и музее библейского искусства (оба - Нью-Йорк).
Линн Олдрич также преподавала искусство в Тихоокеанском университете на Азусе (с 2011 по 2015), Высшей школе Марс Хилл (с 2002 по 2007), Колледже дизайна Арт-центра (с 1987 по 1998), Калифорнийском университете, Колледже искусства и дизайна Отис и Университете Биола.
В настоящее время Л. Олдрич живет и работает в одном из районов Лос-Анджелеса.

## Работы и прием
В своих работах Л. Олдрич использует широкий спектр ориентиров для работы: избыток и зрелищность потребительской культуры и жизни в Лос-Анджелесе, художественные и литературные влияния, природные и небесные явления, а также христианское стремление к откровению и трансценденции. Куратор Стивен Навлин писал, что «разнородные работы Олдрич сплавляют и разряжают влияние Дюшана, поп-музыки и минимализма, одновременно и уважительно, и непочтительно, измеряя размеры современного существования использованием потребительской палитры». Критики часто отмечают в ее работах различные, вытекающие друг из друга двойственности: банальность и глубокомыслие, юмористическое зрелище и почти апокалиптическая озабоченность, научный эмпиризм и вера.
Писатели также подчеркивают игру Л. Олдрич с художественными влияниями (включая движение «Свет и пространство») на основе феминистских стратегий, которые вводят повседневные и бытовые предметы и понятия в изобразительное искусство.
Л. Олдрич творит через процессы накопления, повторения и размещения, которые сохраняют фундаментальную, узнаваемую природу ее изначальных материалов;  полученные работы (и их каламбурные названия) сплавляют, деконструируют или замыкают форму, функцию и смысл, создавая физические и концептуальные головоломки, которые раскрывают метафоры и поэтические сущности, присущие обычным объектам.

### Ранние работы (1987–1996)
Ранние обзоры описывают работу Л. Олдрич как «резко концептуальную», «потрясающе формалистическую аранжировку», которая превращает привычные артефакты в изобретательные визуальные метафоры. Соединяя высококультурные минималистические формы с символикой массового производства, такие работы, как «Подразделение» (1990) или «Срок хранения» (1992), предлагали открытые комментарии о пригородной семье, буржуазном гуманизме и модернистской художественной практике. «Подразделение» состояло из секций белого штакетника, расположенных плотным квадратным строением, которое, как писали рецензенты, обозначало как идеализированную пригородную жизнь, так и клаустрофобию или угрозу первозданной, но стесненной жизни; «Срок хранения» представляет собой стопки банок с едой, лишенных этикеток и втиснутых в пространство, напоминающее шкаф, - медитация об устаревании и смертности, которую Artforum визуально сравнил с «миниатюрной Луизой Невельсон в металле».
Критики отметили, что в лучших работах Л. Олдрич слияние материалов и концепции кажется легким; Дэвид Пейджел описал Waxing and Waning (1990) - двше дюжины полос вощеной бумаги, висящих между пластиковыми диспенсерами на соседних стенах - как изящный , «призрачную инсценировку эпохальных работ Роберта Морриса из войлока», намекающий на невидимость и силу домашнего труда. Вложенные друг в друга, пропитанные смолой футболки коллекции Shell (1993-1994) ссылались на жизненный цикл и природные формы, такие как кольца деревьев, органические выделения или куколки; Сюзанна Мучнич из ARTnews описала эти работы как «необычные размышления», чьи легкие прикосновения, язвительный юмор и эфемерность делали их «идеи тем более запоминающимися, что они кажутся невесомыми».

### Зрелые работы (1997- )
Отзывы о крупных выставках Л. Олдрич в середине карьеры (1997-2008 гг.) говорят о том, что она приняла более напористую театральность и чувственную экстравагантность, добывая непреднамеренную красоту общества потребления и раскрывая его опасности. Более причудливые, более насыщенные по цветовой, пространственной и текстурной гамме, эти работы еще больше отталкивались от минималистских ограничений в отношении повествовательного и референциального содержания, сильнее связываясь с телесными и коннотативными ассоциациями и предлагая все более явные философские и теологические темы, затрагивающие землю и космос, общество и восприятие.
В работах «Выбор дизайнера (Genesis)» (1997; напольная сетка из 125 образцов обивочной ткани из искусственного меха) и «Червивая дыра» (2003; туннель из бетонных отливных труб, покрытых слоем искусственного меха). Л. Олдрич смешивает низкопробные, почти пошлые потребительские товары, минималистскую форму и духовные, научные и метафизические аллюзии. Для Breaker (1999), Serpentarium (2002) и Drench (2008) она переконтекстуализировала обычные садовые шланги, используя их аква-зеленые оттенки как пигменты и вызывая аллюзии на воду, райских змей, задние дворы пригородов и абстрактные полосатые картины, среди прочих; Breaker предлагал большую, игриво угрожающую волну, которая поднималась с пола, как гравюра Хокусая, ее сверкающие латунные фитинги напоминали пенопласт.
Несколько трагикомических работ имитировали водную жизнь с помощью коммерческих продуктов (часто из нефтяной экономики, которая угрожает жизни океана), предлагая ироничную, скрытую критику общества потребления.Sea Change (2003) - диорама подводной жизни в цвете Day-Glo, составленная из кухонных губок и скребков; Starting Over: Нео-Атлантида использует чистящие средства и туалетные вантузы для создания гиперболического, синтетического подводного мира, буйство цвета которого соперничает с хроматической гаммой природы. Лиа Оллман описала эти работы как упаковку «мультяшного порошка [который] мощно и причудливо резонирует с естественным и неестественным миром, домашней сферой и глобальной травмой».
В конце 2000-х годов Л. Олдрич исследовала метафоры, связанные с водой, жаждой и тоской, в работах с использованием водосточных труб из оцинкованной стали, смысл которых (и названия) балансировал между формальным объектом, пригородным укладом и метафорой. Silver Lining (2009) представляет собой большое количество блестящих металлических водосточных труб, подвешенных на разной высоте сверху, их открытые внутренности окрашены в оттенки синего, что наводит на мысли о дождевых струях, органных трубах и о самом сакраментальном. В работах Desert Springs (2006-2009) и Bouquet (2009) Л. Олдрич переосмыслила функцию водосточных труб, расположив их в виде родников, кактусов, глазниц животных или распускающихся цветов. Hydra Hydrant (2010) представляет собой ствол белых водосточных труб, тянущихся вверх в извилистом, лирическом многоголовом безумии.
Писатели считают, что работы Л. Олдрич часто привносят трансцендентное или величественное в интимное, обычное домашнее пространство, как в "My Niagara" (2012) или "Ray" (2005/2013), сдержанной, от потолка до пола, похожей на солнечный луч скульптуре из 150 уникальных цветов швейных ниток, предполагающих озарение или прозрение. Ее настенные работы «Lampshade» (The Violet Hour (для Т.С. Элиота); Constellation) также превращают обыденное - дешевые, частично заполненные абажуры, прикрепленные верхней стороной к стенам с тонко прорисованными интерьерами - в небесные чаши цвета и света, которые, по словам Сьюзан Кандел, говорят о том, что «откровение доступно, а может быть, даже особенно ярко, в магазине «все за 99 центов»». Инсталляция Rosy Future (2015) воссоздала трепет и свет витражных интерьеров соборов при помощи гипсокартона, смоляной бумаги и краски; Hermitage (2019), четырнадцатифутовая колонна в форме телескопа, в которую могут войти зрители, использует простые материалы и низкотехнологичные конструкции для воссоздания медитативных, высокотехнологичных световых эффектов небесных пространств Джеймса Туррелла.

## Общественное признание
Линн Олдрич была отмечена стипендиями Фонда Джона С. Гуггенхайма (2014), Фонда Дж. Пола Гетти (2000) и города Лос-Анджелеса (1999).Она также получила премию Communication Arts Design Award за Un/Common Objects: Lynn Aldrich (2014), премию United States Artists Project Award (2014), премию Christians in the Visual Arts (2007), приз Флорентийской биеннале за скульптуру (2001) и др.
Работы Л. Олдрич находятся в публичных коллекциях музея современного искусства (Лос-Анджелес), музея искусств округа Лос-Анджелес, Нью-Йоркской публичной библиотеки, Портлендского художественного музея, художественной галереи Ахмансон (Ирвайн, Калифорния), Фонда Колдера, музея изобразительных искусств Корнелла (Уинтер-Парк, Флорида) и Музея искусств Вестмонт Ридли-Три (Санта-Барбара, Калифорния), а также во многих частных коллекциях. Она также получила заказы на муниципальные работы от Управления метрополитена Лос-Анджелеса (за Blue Line Oasis, 1994, станция голубой ветки Artesia) и Центра искусств Армори (за временную общественную инсталляцию Three Founts, 2010).